# Festuca flavescens
Festuca flavescens är en gräsart som beskrevs av Carlo Antonio Lodovico Bellardi. Festuca flavescens ingår i släktet svinglar, och familjen gräs. Inga underarter finns listade i Catalogue of Life.